# حنور أحمر الظهر
حِنَّوْر أحمر الظهر أو كولي أحمر الظهر (الاسم العلمي: Colius castanotus) (بالإنجليزية: Red-backed Mousebird)‏ هو نوع من الطيور يتبع جنس الكولي من فصيلة الكوليات.